# Psykisk syg
|  | Sammenskrivningsforslag Artiklen Psykisk syg er foreslået føjet ind i Psykisk sygdom. (Siden juli 2022) Diskutér forslaget |

Man kan bruge betegnelsen psykisk sygdom, når man selv eller andre oplever ens psykiske tilstand eller reaktioner som så afvigende, at det udgør et alvorligt problem.
I alvolige tilfælde er der ofte tale om en psykose – en egentlig sindssygdom.
I andre tilfælde er der ikke tale om egentlig psykose. Det gælder fx ved
- angsttilstande
- personlighedsforstyrrelser
- stress-udløste tilstande
- "neuroser"
- mange spiseforstyrrelser
- lettere depressioner